# ائتلاف جامايكا

العلم الوطني لجامايكا

ائتلاف جامايكا (بالألمانية: Jamaika-Koalition) هو مصطلح في السياسة الألمانية يصف ائتلاف يضم الاتحاد الديمقراطي المسيحي والاتحاد الاجتماعي المسيحي (CDU/CSU) والحزب الديمقراطي الحر FDP وتحالف 90/الخضر.
يشير المصطلح إلى مصادفة أن الألوان الرمزية للأحزاب في مثل هذا التحالف (الأسود لائتلاف CDU/CSU المحافظ والأصفر للحزب الليبرالي FDP والأخضر لحزب الخضر) تشكل ألوان علم جامايكا.